# Pio Chiaruzzi
 (septembre 2013).
Pio Chiaruzzi (Ville de Saint-Marin, 11 août 1949) est un homme politique saint-marinaismembre du bureau politique du Parti progressiste démocrate saint-marinais
À partir des années 1960 et 1970, il est un militant actif du Parti communiste saint-marinais ainsi que de différentes associations culturelles et politiques comme le « Circolo politico-culturale San Marino 2000 » et la « Confederazione Sammarinese del Lavoro » (CSdL).  En 1976, il est un des fondateurs de la coopérative Titancoop.
Dans les années 1980, il travaille pour la sécurité sociale de son pays, dans les années 1990 pour les comités du travail et en 1997, il est un des fondateurs du groupe « Manifesto per una cultura riformista ». En 2000, il travaille pour les départements de l'industrie et des finances publiques.
Il présente ses démissions du conseil général saint-marinais en 2015

## Publications
- Labirinti, revue qu'il a fondée, 1997-2001